# Ațel (gmina)
Ațel – gmina w Rumunii, w okręgu Sybin. Obejmuje miejscowości Ațel i Dupuș. W 2011 roku liczyła 1429 mieszkańców.